# Peter Högl
Peter Högl (nascut el 19 d'agost de 1897 - mort el 2 de maig de 1945) va ser un oficial alemany amb el rang de SS-Obersturmbannführer (tinent coronel) que va passar un temps al refugi de Hitler a Berlín (Führerbunker) al tombant de la Segona Guerra Mundial.
Högl va néixer prop de Dingolfing, a Baviera. Després de deixar l'escola va treballar com a moliner a Landshut fins que es va unir al 16 Regiment d'Infanteria de Baviera el 1916, on va estar en servei actiu durant la Primera Guerra Mundial i aconseguir el rang de sotsoficial. Va deixar l'exèrcit el 1919 i va ser contractat per la policia de Baviera on treballaria fins al 1932.
Es va afiliar a la SS i va ser integrat en la guàrdia personal d'Adolf Hitler el 1933. Va obtenir el rang de SS-Obersturmführer (primer tinent) el 1934. Des de l'abril de 1935 fou diputat de Johann Rattenhuber al Reichssicherheitsdienst (Servei de Seguretat del Reich-RSD) i va ser nomenat cap del departament responsable de la protecció personal de Hitler. Va ser a Berlín des de novembre de 1944 com a Director Penal i després va passar un temps al Führerbunker situat a sota de la Cancelleria del Reich, al centre de Berlín.
El 28 d'abril de 1945, es va descobrir que Heinrich Himmler intentava de negociar una rendició amagada amb els als aliats occidentals a través de comte Folke Bernadotte de Suècia. Högl va ser enviat per trobar l'home d'enllaç de Himmler a Berlín, l'SS-Gruppenführer (Tinent General) Hermann Fegelein, que havia deixat el búnquer. Fegelein fou detingut al seu apartament, aparentment preparant-se per fugir de Berlín amb la seva amant d'Hongria a Suècia o Suïssa. Fegelein havia dipositat diners i posseïa passaports falsos, i roba de civil. Fegelein, era el concunyat d'Eva Braun. Hitler va ordenar una cort marcial contra Fegelein. El General Wilhelm Mohnke va presidir el tribunal que, a més contava amb els Generals Johann Rattenhuber, Hans Krebs i Wilhelm Burgdorf. On el van condemnar a mort.
Després de la mort de Hitler, Hoglan va ajudar a portar el seu cos des del búnquer al jardí, on va ser testimoni de la seva incineració i després es va unir al grup que va fugir del búnquer. Va ser ferit al cap, mentre era al Pont de Weidendamm i va morir de les ferides amb 47 anys el 2 de maig de 1945.